# IPod mini
iPod mini（アイポッド ミニ）は、Appleが開発・販売していた携帯型音楽プレイヤー。2004年1月から2005年9月まで生産・販売された。2001年から展開されていたiPodシリーズのうちの一つであり、シリーズ初の派生機種で小型・軽量化モデルの位置付けであった。

## 概要
2004年1月7日に発表され、2月に米国において発売が始まった。日本では4月に発売する予定だったが、米国での品不足のため延期され、7月24日に発売された。
本体カラーはシルバー、ゴールド、ピンク、ブルー、グリーンの5色から選択できた。当時のiPod（後に「iPod classic」と呼ばれるようになった機種）はホワイト1色のみであり、iPod miniはiPodシリーズの中では初のカラーバリエーション対応モデルであった。
Mac OS X及びWindowsの両方で利用が可能である。なお、非公式ながらサードパーティーのツールによりLinuxおよびUNIXにおいても使用が可能である。
ハードディスクの容量は4GBで、AACの128kbpsで4分程度の曲が1000曲程度しか収容できなかった。当時のiPod classicが10GB〜30GBであったのと比べると少なく、容量単価でも割高ではあったが、本体が大幅に小型化されたことが一般消費者のニーズに応え、世界中で爆発的な大ヒットとなり、一時は製品の供給が追いつかなくなるほどの売れ行きを示した。
日本国内では、発売されると各種iPodの人気を底上げし、デジタルオーディオブームの火付け役となり、ソニーのウォークマンからシェアを奪う結果となった。またiPod miniはiPodのなかで、もっとも販売高が多かった。更に日本では2004年度にグッドデザイン賞金賞を受賞し、ベスト15に選出された。
画面はiPod classicに比べると表示が1行分少なく、例えば音楽再生画面ではiPod classicが曲タイトル、アルバム名、アーティスト名を表示していたのに対し、iPod miniでは曲タイトルとアーティスト名しか表示できない。この仕様はiPod nanoにおいては改良され、アルバム名も表示可能となっている。
2005年2月23日、カラーバリエーションにマイナーチェンジ（後述）が施され、容量が4GBと6GBの2種類から選べるようになった第2世代モデルが発表され、その翌日に発売された。
iPod miniは本体がアルマイト仕上げであったことから、背面に企業ロゴやキャラクターなどをレーザー刻印したコラボレーションモデルも多数制作され、一般販売や景品としての配布が行われていた。例えば、日本では小学館からドラえもんの刻印が入ったモデルや、サンリオからハローキティの彫印が入ったモデルなどが限定販売された。
内蔵ハードディスクには1インチマイクロドライブが採用されており、日立グローバルストレージテクノロジーズ、ウエスタンデジタル、シーゲイト・テクノロジーがハードディスクを供給していた。マイクロドライブがコンパクトフラッシュとの互換性を持っていたこともあり、iPod mini内部のストレージ接続コネクタはコンパクトフラッシュと全く同一のインターフェースが採用されている。そのため、内蔵ハードディスクが故障したり容量が不足した場合は非公認ではあるが大容量のコンパクトフラッシュメモリーカードを交換部品として使用することが可能である。
2005年9月7日に後継機種であるiPod nanoが登場したため、iPod miniの生産は終了された。

## 歴代モデル
iPod mini は2つの世代に大別される。

### 第1世代
2004年1月6日に発表。記録容量は4GB（約1000曲）、価格は249ドル（26,800円）であり、第3世代 iPod 15GB を50ドルだけ下回る価格設定であった。評論家は高すぎると酷評したが、圧倒的な人気となり、米国のApple Storeでは発売してからこのモデルの在庫を数ヶ月の間確保することが難しく、また日本などの米国外での販売開始が延期されるという事態になり、発売後数ヶ月は入荷すら困難な状態であった。また当時はマイクロドライブ単体よりも安価だったため、内部のマイクロドライブを取出し転用、あるいは転売する目的で購入する層も存在した。カラーバリエーションはシルバー、ブルー、ゴールド、ピンク、グリーンの5色。バッテリー駆動時間は8時間であった。

### 第2世代
2005年2月発表。価格が249ドル（27,800円）で記録容量6GB（約1500曲）のモデルが追加され、4GBモデルの価格が21,800円（199ドル）に値下げされた。カラーバリエーションは1色減ってシルバー、ブルー、ピンク、グリーンの4色となった。そのうちブルー、ピンク、グリーンは本体色が第1世代よりも鮮やかで濃くなったほか、クリックホイールにある文字がそれぞれの本体色と同じ色に変更された（前世代はどのカラーでも灰色であった）。また、搭載されているバッテリー容量は同一ながら、チップセットの改良によりバッテリー駆動時間が8時間から18時間に伸びたことも顕著な変更点であった。前モデルに同梱されていたACアダプタ、FireWireケーブルは同梱されなくなった。